# Rudra dagostinae
Rudra dagostinae là một loài nhện trong họ Salticidae.
Loài này thuộc chi Rudra. Rudra dagostinae được Braul & Lise miêu tả năm 1999.